# Cimetière de Lower Circular Road
Le cimetière de Lower Circular Rd est un vaste cimetière chrétien de Calcutta, ouvert en 1840 au croisement de Park Street et Mullick Bazar (Lower Circular Rd.) Remplaçant les autres cimetières chrétiens de Park street (tous progressivement fermés) il contient plus de 12000 tombes.

## Histoire
Ouvert en 1840, peu après la fermeture (en 1820) du cimetière de Park Street - le grand cimetière historique du XVIIIe siècle - le cimetière de L.C.Rd, au croisement de 'Park street' (Mother Teresa sarani) et 'Lower circular Rd' (Acharya Jagadish Chandra Bose Rd) est le plus vaste et plus fréquemment visité des cimetières de Kolkata. Il compte plus de 12000 sépultures.  L’entrée principale se trouve sur la
Lower Circ.Rd. Plusieurs tombes de soldats morts durant les deux guerres mondiales du XXe siècle sont entretenues par la ‘British Association for Cemeteries in South Asia’

## Crématorium
Séparé du cimetière par une étroite rue (la ‘’Crematorium street’) se trouve le crématorium construit en 1906 par le ‘Christian Burial Board’. Fonctionnant au gaz avec un four crématoire ‘Toisoul, Fradet et Cie (Paris)’ importé de France, le crématorium cessa son activité au début des années 1980 et se trouve à l’abandon. L’homme de science indien et pionnier de la radio, Jagadish Chandra Bose, y fut incinéré en 1937. 
La parcelle immédiatement voisine est occupée par la section chrétienne arménienne du cimetière près de l’entrée qui conduit à l’église arménienne Saint-Grégoire l’illuminateur. 

## Personnalités
Plusieurs personnalités de l’Inde britannique comme de l’Inde indépendante y sont enterrés :
- William Hay Macnaghten (1793-1841), gouverneur de Bombay, mort à Kaboul (Première guerre anglo-afghane)
- John Elliot Drinkwater Bethune (1801-1851), grand promoteur de l’éducation féminine en Inde et fondateur du ‘Bethune College’.
- Henry Whitelock Torrens (1806-1852), érudit et journaliste, vice président de l’Asiatic Society of Bengal
- en:Michael Madhusudan Dutt (1824-1873), poète et dramaturge bengali
- Jules Henri Jean Schaumburg (1839-1886), artiste peintre belge, au service du ‘Geological Survey of India’
- C. F. Andrews (1871-1940), pédagogue et réformateur social, grand ami du Mahatma Gandhi
- Leslie Claudius (1927-2012), joueur de hockey, champion olympique
- Henri Hover Locke, premier directeur du ‘Government college of art’ (XIXe siècle)